# Francisco Robles García
Francisco Robles Garcia, né à Guayaquil le 5 mai 1811, mort le 7 mars 1893 dans cette même ville, est un homme d'État et militaire équatorien. Il est président de la République d'Équateur du 16 octobre 1856 au 17 septembre 1859. 
Il est le dernier président de l'ère marcista, pleine d'idéaux nationalistes, qui a suivi la révolution de 1845. Son mandat prend fin en 1859 après le coup d'État du général Gabriel García Moreno qui s'attribue les pleins pouvoirs. Exilé à Paris, il revient dans son pays en 1875, après l'effondrement du régime de Moreno. Candidat aux élections présidentielles de 1876, 1878, 1884 et de 1888, il meurt à Guayaquil en 1893.

## Carrière militaire
Robles est né à Guayaquil le 5 mai 1811, fils de Lupercio de Robles Pacheco et Manuela Coronel y Unzueta. Il entre à l'âge de 12 ans à l'école maritime de Guayaquil. Sous la tutelle du général José de Villamil, il encercle le port de Callao au Pérou et se bat contre les Péruviens à Malpelo, le 31 août 1828. En raison de sa discipline, de son courage et de sa sérénité, il est promu au rang de colonel. 
Rapidement, il fait la connaissance de José María Urbina, déjà brillant militaire réputé et bon stratège. En 1834, il sert le régime de Juan José Flores et combat la révolte de Vicente Rocafuerte. 
En 1845, il quitte l'armée et rejoint la révolution Marcista aux côtés de Urbina. Durant la présidence de Vicente Ramón Roca, il est discret, reste fidèle à l'armée et adhère au parti libéral.

## Ascension
En 1849, lorsque Diego Noboa devient président, Robles rejoint Urbina, qui vient d'être nommé ministre de la guerre dans le nouveau gouvernement. Proche de Noboa, ce dernier démissionne de son poste de ministre pour devenir chef de la garnison de Guayaquil. Robles, comme Urbina, s'oppose à l'expulsion des jésuites qui poussa le président colombien, José Hilario López, à déclarer la guerre à l'Équateur.
Le 8 décembre 1850, dans un contexte de guerre avec la Colombie, Noboa prend les pleins pouvoirs et se fait élire « chef suprême de la République » par décret. L'autoritarisme du gouvernement est à son apogée. Le général Urbina prend conscience de la dérive dictatorial de la présidence. Il s'éloigne de plus en plus de Noboa et quitte même son poste de chef de la garnison de Guayaquil. Robles est alors choisit pour le remplacer.
En 1851, Urbina, qui est resté dans l'ombre, attendant le bon moment pour prendre le pouvoir, voit l'occasion se présentant après un voyage de Noboa à Guayaquil. Sous le prétexte que Noboa a mis en danger l'intégrité National, Urbina demande au général Robles, en tant que nouveau chef de la garnison de Guayaquil, d'arrêter Noboa et de le transférer immédiatement sur un navire ancré dans le port. Noboa est emprisonné dans le même bateau dans lequel il s'est rendu à Guayaquil et le 17 juillet, il est transféré au Pérou. Le 19 juillet 1851, Urbina est proclamée président de la République.
Sous la présidence d'Urbina, Robles occupe une place importante dans la sphère politique. Il soutient certaines décisions prises par le nouveau gouvernement, comme l'abolition l'esclavage en Équateur. Mais il rapproche au président de mener une politique trop libéral. Inspiré des idées nationalistes et libérales radicales, Robles veut mettre en avant le nationalisme, mis en avant lors de la révolution Marcista. Pour lui, l'ère marcista implique une politique plus radicale. 

## Président de la République
En 1855, Urbina établit le suffrage universel pour l'élection présidentielle. En 1856, le général Robles, adversaire de Urbina, se déclare candidat, tout comme Francisco Xavier Aguirre. Mais Urbina, malgré sa popularité, refuse de briguer un second mandat. Satisfait de son bilan politique, il quitte le pouvoir le 16 octobre 1856, laissant la place au président élu, Robles García.
Durant sa présidence, Robles mène une politique militariste, anticléricale et nationaliste. Il accorde un terrain aux créanciers britanniques pour annuler la dette et rompt les relations avec le Pérou, qui bloquent les côtes équatoriennes en 1858. Mais sa présidence est surtout marqué par la menace des conservateurs, représentée par le général Gabriel García Moreno, qui veut mettre fin à l'ère marcista et au système républicain. 
Dépassé par l'instabilité politique et le retour des conservateurs, il est chassé du pouvoir et exilé par Gabriel García Moreno.

## Exil et fin de carrière
Les conservateurs de García Moreno le battent. Il s'exile donc au Chili en 1859 puis à Paris. Il échoue dans ses tentatives de revenir au pays pour faire tomber Moreno et participe activement à l'organisation de la guerre civile contre le régime autoritaire de Moreno, mené par Urbina. Après l'échec de la guerre en 1860, Robles reste en exil. En 1875, après l'assassinat et la chute du régime de Moreno, il revient en Équateur. 
Candidat à l'élection présidentielle 1876, il est battu par le général Ignacio de Veintemilla. En 1878, il perd une nouvelle fois l'élection face à Veintemilla. Par la suite, il est candidat aux élections présidentielles de 1884 et 1888, et met fin à sa carrière politique à la suite de cette nouvelle défaite électorale. 
Il meurt à Guayaquil le 7 mars 1893.